# Sent Miquèu de la Pujada
Sent Miquèu de la Pujada (en francès Saint-Michel-de-Lapujade) és un municipi francès situat al departament de la Gironda i a la regió de la Nova Aquitània.

## Demografia
| 1962                                       | 1968 | 1975 | 1982 | 1990 | 1999 | 2007 |
| ------------------------------------------ | ---- | ---- | ---- | ---- | ---- | ---- |
| 212                                        | 217  | 209  | 221  | 222  | 221  | 201  |
| Des de 1962: població sense dobles comptes |      |      |      |      |      |      |

## Administració
| Període | Identitat            | Partit |
| ------- | -------------------- | ------ |
| 2008-   | Philippe Boissonneau |        |